# Swainsona rostellata
Swainsona rostellata är en ärtväxtart som beskrevs av Alma Theodora Lee. Swainsona rostellata ingår i släktet Swainsona och familjen ärtväxter. Inga underarter finns listade i Catalogue of Life.